# Агафангел (Саввин)
Митрополи́т Агафанге́л (в миру Алексей Михайлович Са́ввин; 2 сентября 1938, Бурдино, Тербунский район, Курская область, РСФСР, СССР) — архиерей Украинской православной церкви (Московского патриархата), митрополит Одесский и Измаильский с 20 июня 1992 года; постоянный член Священного синода Украинской православной церкви. Занимал должность председателя учебного комитета при Священном синоде УПЦ (1995—2008). Почётный доктор богословия «Honoris causa» Киевской духовной академии, доктор философии Ужгородской богословской академии имени святых Кирилла и Мефодия, почётный член Киевской духовной академии.

## Биография
Родился 2 сентября 1938 года в селе Бурдино Тербунского района Липецкой области в крестьянской семье.
В 1956 году окончил среднюю школу.
В 1958—1960 годах учился в Киевской духовной семинарии, после её закрытия продолжал учёбу в Одесской духовной семинарии, которую окончил в 1962 году.
В 1962—1966 годах учился в Московской духовной академии, окончил со степенью кандидата богословия за сочинение «Идея искупления у древних языческих народов и в ветхозаветной религии».
Учёным советом Киевской духовной академии от 27 декабря 1999 года присвоена почётная степень доктора богословия «Honoris causa».
29 ноября 2007 года учёным советом Ужгородской богословской академии имени святых Кирилла и Мефодия присвоена учёная степень доктора философии.
В 1965 году поступил в число братии Троице-Сергиевой лавры. 2 апреля 1965 года принял постриг с именем Агафангел.
18 апреля 1965 года архиепископом Минским и Белорусским Сергием (Петровым) рукоположён в иеродиакона, 22 апреля того же года — в иеромонаха.
С 1966 года — старший помощник инспектора и преподаватель Одесской духовной семинарии. Одновременно делопроизводитель Одесского епархиального управления.
7 апреля 1967 года возведён в сан игумена.
С 29 мая 1967 года по ноябрь 1975 года — ректор Одесской духовной семинарии. 1 июня 1967 года возведён в сан архимандрита.
С января 1968 года — член епархиального совета Одесской епархии.
В 1971 году был членом Поместного собора РПЦ от Одесской духовной семинарии.
11 ноября 1975 года Священным синодом РПЦ определено быть епископом Винницким и Брацлавским. Хиротонисан 16 ноября 1975 года; хиротонию совершали митрополит Киевский и Галицкий Филарет (Денисенко), митрополит Херсонский и Одесский Сергий (Петров), архиепископ Черниговский и Нежинский Антоний (Вакарик), епископ Уманский Макарий (Свистун), епископ Переяслав-Хмельницкий Варлаам (Ильющенко).
С 16 ноября 1975 года по 1990 год управляющий Хмельницкой епархией.
7 сентября 1981 года возведён в сан архиепископа, 10 марта 1989 года — в сан митрополита.
Народный депутат Украины 1-го созыва (1990—1994). Член правления и президиума Украинского республиканского фонда мира, член Винницкого областного комитета защиты мира, член правления и президиума Украинского республиканского фонда культуры, член правления Одесского областного совета мира.
7 августа 1991 года был переведён на Ивано-Франковскую и Коломыйскую кафедру, но отказался ехать, став в оппозицию курсу митрополита Киевского Филарета. 7 сентября 1991 года был почислен на покой.
В апреле 1992 года восстановлен на Винницкой кафедре.
С 20 июня 1992 года — митрополит Одесский и Измаильский, постоянный член Священного синода УПЦ.
С 1993 по 1998 год — ректор Одесской духовной семинарии.
С 27 августа 1995 года по 8 мая 2008 года — председатель учебного комитета при Священном синоде УПЦ.
18 февраля 1997 года в первый день Архиерейского собора Русской православной церкви 18—23 февраля 1997 года был избран председателем Мандатной комиссии.
С 23 декабря 2011 года по 8 мая 2012 года в связи с болезнью предстоятеля УПЦ митрополита Владимира (Сабодана) как старейший по хиротонии постоянный член Синода УПЦ, созывал и председательствовал в заседаниях Священного синода УПЦ.

## Деятельность
За период его пребывания на Одесской кафедре открыты Пантелеимоновский, Ильинский, Иверский, Константино-Еленинский мужские монастыри, а также Михайловская и Преображенская женские обители. В епархии открыты более 300 храмов, построены около 20 новых храмов в Одессе и Одесской области и строятся новые. Одесской митрополии возвращено трёхэтажное здание Андреевского подворья в Одессе, восстановлены все ранее разрушенные колокольни на городских храмах, восстановлен Спасо-Преображенский кафедральный собор.
30 апреля 1992 года в Житомире под его председательством состоялось совещание архиереев, духовенства, монашествующих, представителей церковных братств и мирян Украинской православной церкви, осудившее тогдашнего митрополита Киевского Филарета (Денисенко).
В 1995—1997 годах по его представлению решением Священного синода УПЦ причислены к лику святых преподобные Кукша Одесский, Гавриил Афонский, Иона Одесский, а также архиепископ Иннокентий (Борисов), священномученик и исповедник Анатолий (Грисюк), митрополит Херсонский и Одесский.
С 2000 года по поручению Священного синода УПЦ МП представлял Украинскую православную церковь Московского патриархата на переговорах Русской православной церкви с Константинопольским патриархатом по преодолению церковного раскола на Украине.
В 2006 году возглавил избирательный список Партии регионов в Одесской области и был избран в Одесский областной совет. В начале марта 2014 года, после событий начала 2014 года сложил с себя депутатские полномочия.
В конце января 2012 года в связи с предстоящими выборами в России выступил в поддержку Владимира Путина как кандидата в президенты РФ.
Позиционировал себя последовательный сторонник сближения Украины с Россией, противник интеграции Украины в Европу. В частности, в 2006 году он призвал украинские власти отказаться от вступления в НАТО и Европейский союз, а также придать русскому языку статус государственного. Свои взгляды он мотивировал тем, что стремление Украины в Европу «является очередной попыткой осуществить многовековое стремление протестантско-католического, масонского и безбожного Запада оторвать Украину от единства с мировым центром Православия — Москвой и втянуть её в орбиту западных лжеценностей, сделать её частью системы нового мирового порядка».
- Святая мученица Фотина // Журнал Московской Патриархии. 1966. — № 4. — С. 62-64.
- Архиепископ Онисифор [(Пономарев)] // Журнал Московской Патриархии. 1966. — № 12. — С. 39-42.
- Святейший Патриарх Алексий в Одесской духовной семинарии // Журнал Московской Патриархии. 1968. — № 11. — С. 12-13.
- Награждение архиепископа Херсонского и Одесского Сергия Почетной грамотой Советского фонда мира // Журнал Московской Патриархии. 1970. — № 10. — С. 44.
- Митрополиту Иоанну (Кухтину) исполнилось 70 лет // Журнал Московской Патриархии. 1971. — № 12. — С. 21.
- Юбилейный годичный акт в Одесской духовной семинарии // Журнал Московской Патриархии. 1971. — № 2. — С. 16-18.
- В Одесской епархии // Журнал Московской Патриархии. 1972. — № 5. — С. 51.
- В похвалу Преподобному Сергию Радонежскому // Журнал Московской Патриархии. 1972. — № 10. — С. 38-39.
- О познании Бога // Журнал Московской Патриархии. 1973. — № 6. — С. 29-30.
- «Иисусе, Сыне Божий, помилуй нас» // Журнал Московской Патриархии. 1973. — № 9. — С. 30-31.
- В день памяти Преподобного Сергия Радонежского // Журнал Московской Патриархии. 1974. — № 7. — С. 24-25.
- Духовность Православия в выдающихся его представителях // Богословские труды. — М., 1973. — № 10. — С. 120—128.
- Епископ Порфирий Успенский (1804—1885) // Журнал Московской Патриархии. 1975. — № 5. — С. 76-80; № 6. — С. 68-72.
- Митрополит Иоанн [(Кухтин)], бывший Пражский и всей Чехословакии [некролог] // Журнал Московской Патриархии. 1975. — № 9. — С. 39-42.
- О цели христианской жизни // Журнал Московской Патриархии. 1975. — № 11. — С. 33-35.
- Миротворческое собрание в Винницкой епархии // Журнал Московской Патриархии. 1984. — № 11. — С. 52-53.
- Приветствие от Учебного комитета при Священном Синоде Украинской Православной Церкви [юбил. конф. СПбДАиС. 25-26 дек. 1996 г.] // Христианское чтение. 1997. — № 14. — С. 20-22.
- «Украинская Православная Церковь скорбит об отпадших от веры и Церкви и призывает всех к единству»: [Интервью] // Андреевский вестник. 2000. — № 1. — С. 2-4.
- Приветственное слово… на научно-богословской конференции «Пасха наша Христос», посвящённой 2000-летию Рождества Христова и 55-летию со дня возрождения Одесской ДС // Андреевский вестник. 2001. — № 1 (2). — С. 2-3.

Опубликовал четыре тома сочинений: праздничные пасхальные и рождественские послания, обращения, приветствия, доклады, на различные темы слова, речи, проповеди, рефераты и др., многие из которых помещены на страницах «Журнала Московской патриархии», в «Богословских трудах», «Православном вестнике».
Церковные награды:
- Орден святого равноапостольного великого князя Владимира III степени (1968), II степени (1969) и I степени (1988),
- Орден преп. Сергия Радонежского II степени (1985),
- Орден святого благоверного князя Даниила Московского II степени (1998),
- Орден свт. Иннокентия Московского II степени (2000)
- Орден святителя Алексия митрополита Московского и всея Руси II степени (2008)[12],
- право ношения второй панагии (1998),
- Орден св. ап. и евангелиста Марка II степени (Александрийская православная церковь, 1969) и I степени (1981),
- Орден св. равноапостольной Нины II степени (Грузинская православная церковь, 1981),
- Орден Святого Креста (Иерусалимская православная церковь, 1981),
- Орден УПЦ (МП) «Рождество Христово — 2000» I степени (2000),
- Орден УПЦ (МП) прп. Нестора Летописца II степени (2001) и I степени (2003),
- Орден Молдавской митрополии РПЦ Стефана Великого II степени,
- Орден св. равноап. Кирилла и Мефодия Элладской Православной Церкви,
- Орден св. равноап. кн. Владимира II степени с присвоением титула «Кавалер ордена святого князя Владимира» УПЦ МП РПЦ,
- Орден «За патриотизм» II степени УПЦ МП РПЦ,
- Орден св. ап. Андрея Первозванного УПЦ МП РПЦ,
- Орден св. ап. Иоанна Богослова I степени УПЦ МП РПЦ,
- Орден св. преп. Антония и Феодосия Киево-Печерских II степени УПЦ МП РПЦ,
- Орден св. преп. Антония и Феодосия Киево-Печерских I степени УПЦ МП РПЦ,
- Орден св. Саввы Освященного высшая награда Александрийской Православной Церкви,
- Орден Антиохийской Церкви и медали других Церквей.
- Знак отличия Предстоятеля УПЦ (1 сентября 2013)[13]
- Орден преп. Сергия Радонежского I степени[14]
- Право преднесения Креста (29 сентября 2018)

Светские награды:
- Орден князя Ярослава Мудрого IV степени (24 августа 2013 года) — за значительный личный вклад в государственное строительство, социально-экономическое, научно-техническое, культурно-образовательное развитие Украины, весомые трудовые достижения и высокий профессионализм[15],
- Орден князя Ярослава Мудрого V степени (20 августа 2010 года) — за значительный личный вклад в социально-экономическое, научно-техническое и культурное развитие Украинского государства, весомые трудовые достижения, многолетний добросовестный труд и по случаю 19-й годовщины независимости Украины[16],
- Орден «За заслуги» I степени (2 сентября 2003 года) — за многолетнюю плодотворную церковную деятельность, значительный личный вклад в утверждение идей милосердия и согласия в обществе и по случаю 65-летия со дня рождения[17],
- Орден «За заслуги» II степени (7 сентября 1999 года) — за значительный личный вклад в духовное возрождение Украины, укрепления государственно-церковных отношений, активную благотворительную деятельность[18],
- Юбилейная медаль «20 лет независимости Украины» (1 декабря 2011 года) — за весомый личный вклад в социально-экономическое и культурное развитие Украины, весомые достижения в профессиональной деятельности, многолетний добросовестный труд и по случаю годовщины подтверждения всеукраинским референдумом 1 декабря 1991 года Акта провозглашения независимости Украины[19],
- Орден Почёта (Россия, 17 июня 2008 года) — за заслуги в укреплении духовно-нравственных традиций, дружбы и сотрудничества между народами Российской Федерации и Украины[20],
- Орден Дружбы (Россия, 6 декабря 2003 года) — за большой вклад в развитие и укрепление дружбы между народами Российской Федерации и Украины[21]
- Почётная грамота Президента Российской Федерации (11 июля 2013 года) — за заслуги в укреплении духовных связей народов России и Украины[22][23],
- Орден Республики (ПМР, 3 сентября 2008 года) — за заслуги в укреплении духовно-нравственных традиций, развитие и укрепление дружбы, сотрудничества между братскими народами Приднестровской Молдавской Республики и Украины и в связи с 70-летием со дня рождения[24],
- Орден «За личное мужество» (ПМР, 3 сентября 2003 года) — за большой вклад в дело укрепления дружбы, сотрудничества и добрососедства между братскими народами Приднестровской Молдавской Республики и Украины, за проявленное при этом гражданское мужество[25],
- Орден Почёта (ПМР, 2000),
- Почётная Грамота и Медаль Кабинета Министров Украины (1998),
- Почётная Грамота Президиума Верховного Совета УССР (1988),
- Почётная грамота Президиума Верховного Совета Грузинской ССР (1989),
- памятная медаль Президиума Верховного Совета Армянской ССР,
- Орденский знак «Слава на верность Отчизне» III степени,
- Орден «Казацкая слава» I степени,
- Орден Международной академии рейтинга «Святого апостола Андрея Первозванного»;
- знак отличия Министра Внутренних дел Украины,
- Орден Покрова Запорожского Казачества,
- Орден св. Георгия Победоносца Российской Палаты Личности при Президенте РФ,
- знак отличия Одесской областной госадминистрации и Почётная грамота (1990),
- медаль мира ООН (1988),
- почётная медаль «Борцу за мир» Советского КЗМ,
- золотая медаль Советского фонда мира,
- Почётная медаль СКЗМ, почётная грамота,
- почетная медаль и почетный знак Советского фонда мира,
- шесть Почётных грамот Украинского Совета мира с вручением памятных медалей,
- почётная грамота общества «Украина»,
- почётные грамоты Винницкого и Хмельницкого областных отделений фонда мира,
- Почётные грамоты Винницкой и Хмельницкой областных организаций Украинского общества охраны памятников истории и культуры.
- Орден Святой Анны 1-й степени (награда Российского императорского дома, 2009)
- Имя митрополита Агафангела внесено в информационный биографический справочник: «Украина: 10 лет независимости. 500 влиятельных личностей».
- Премия «Человек года — 2008» в номинации «Религия» — за подвижническую просветительскую деятельность[26].

Почётный гражданин городов Гринвилл (Миссисипи), Батон-Руж (Луизиана), Одессы (Украина), Белгород-Днестровский (Украина), Черноморск (Украина), а также почётный гражданин Одесской области.